# Andreas Rührig
Andreas Rührig (* 24. September 1914 in Heidendorf, Königreich Ungarn, Österreich-Ungarn; † 1. Januar 2001 in Cochabamba, Bolivien) war von 1940 bis 1944 Stabsführer und stellvertretender Volksgruppenführer der Deutschen Volksgruppe in Rumänien sowie SS-Untersturmführer der Waffen-SS. Nach dem Zweiten Weltkrieg lebte er in Südamerika.

## Leben
Zusammen mit seinem Freund Andreas Schmidt verließ Rührig Siebenbürgen und studierte ab 1938 an der Landwirtschaftlichen Hochschule Berlin. 1939 trat er in die SS ein (SS-Nummer 351.717). Im September 1940 wurde er nach der Ernennung Schmidts zum „Volksgruppenführer“ dessen Stellvertreter und Stabsführer in der Organisation der Deutschen Volksgruppe in Rumänien.
In seiner Amtszeit legte er systematisch ein „Blut- und Boden-Kataster“ an, in dem die „Volksdeutschen“ Rumäniens erfasst wurden, die (so Schmidt) „nun dem direkten Schutz Hitlers“ unterstanden. Im Licht der jugoslawiendeutschen Ambitionen für ein Unabhängiges Banat nach dem Krieg gegen Jugoslawien reisten Schmidt und Rührig durch das rumänische Banat und „wetterte[n] gegen Gerüchtemacher, die einen Reichsgau Banat propagiert und Zwietracht gegen die [Siebenbürger] Sachsen verbreitet“ hätten. Mit dem stellvertretenden rumänischen Ministerpräsidenten Mihai Antonescu verhandelte Rührig im August 1941 ein im November des Jahres in Kraft getretenes Gesetz, mit dem die Deutsche Volksgruppe zur alleinigen Trägerin des deutschen Schulwesens im Land erklärt wurde. In der Folge schritt die nationalsozialistische Indoktrination der Schulkinder schnell voran. Zum 1. August 1943 wurde Rührig zum SS-Untersturmführer befördert.
Nach dem Vorrücken der Roten Armee flohen die meisten Führer der Volksgruppe in den unter deutscher Militärverwaltung stehenden serbischen Teil des Banats, von wo Rührig am 9. September 1944 auf Geheiß von Andreas Schmidt die Evakuierung der Deutschen Volksgruppe aus dem rumänischen Banat nach Serbien anordnete, an der auch Rührigs Familie teilnahm. Er delegierte die Zusammenfassung der Evakuierten in der Leitstelle Kikinda (Großkikinda) an den schulamtlichen Funktionär Josef Schmidt. In Kikinda sammelte er SS-Männer auf Urlaub, Flüchtlinge und rumänische Legionäre der Eisernen Garde zu einer kleinen Kampftruppe, deren Kampfwert die Dokumentation der Vertreibung der Deutschen aus Ost-Mitteleuropa von 1961 als „gering“ eingeschätzte. Mitte September sollten auch die Rumäniendeutschen aus Cărpiniș (Gertjanosch) und Cenei (Tschene) von der Gruppe um Rührig evakuiert werden, wobei es zu zahlreichen Erschießungen kam.
Mariana Hausleitner schrieb dazu: „Serben nahm man die Pferdewagen ab, und wer protestierte, wurde erschossen. In Tschene wurden zwei Serben ermordet, die angeblich zur kommunistischen Gruppe um Obrad Komanov gehörten. Die Nationalsozialisten erschossen jeden, den sie für suspekt hielten. In einigen Orten wie Perjamosch wurde zehn Tage lang gekämpft und es starben 117 Zivilisten, darunter viele Frauen und Kinder. Rumänische und serbische Todesopfer waren auch in Gottlob und Lowrin zu beklagen.“ Werner Lorenz, Leiter der Volksdeutschen Mittelstelle (VoMi), informierte den Chef des SS-Personalhauptamtes SS-Obergruppenführer Maximilian von Herff am 20. September 1944 über den Einsatz des „SS-Untersturmführers Rührig als Stabsführer der Deutschen Volksgruppe in Kroatien“. Später im Herbst 1944 gelangte Rührig wohlbehalten nach Budapest.
Von Januar 1957 bis über 1963 hinaus trat Rührig als Pächter der Haziendas La Provincia und Guangaje in Ecuador in Erscheinung. Unter seiner Verwaltung flammten massive Konflikte mit indigenen Bauern um Land- und Arbeitsrechte auf, bei denen es zu dem „Versuch einer Ermordung des verhassten Verwalters“ Rührig kam. Teil der Auseinandersetzung zwischen Rührig und den Ureinwohnern bildete ein „Schamanen-Krieg“, bei dem nach den Aussagen des Zeitzeugens Celso Fiallo „Rührig seinen eigenen indigenen Hexer [hatte], wie die in Transsylvanien, wo er herkam. Er versuchte sich also mit den seinen zu verteidigen, und die anderen stellten ihre mächtigsten Schamanen auf.“
In Südamerika war Andreas Rührig mit der in Valparaíso (Chile) geborenen Deutschen Hildegard Janke verheiratet. Er verstarb am Neujahrstag 2001 in Cochabamba, Bolivien.

## Zitat
„Vor uns steht der Sieg, der nach den Worten des Führers das Schicksal des Deutschen Volkes für ein weiteres Jahrtausend entscheiden wird. Der Bürger wird bei diesen Gedanken seine ganz bestimmten Vorstellungen haben. Er wird sich dabei Sattheit, Reichtum und Wohlleben vor Augen führen, das ihm die nächsten Jahre bringen werden. Nur der Nationalsozialist begreift diese prophetischen Worte des Führers ganz. Er weiß, dass der Sieg der Waffen nur eine Voraussetzung für den tausend Jahre entscheidenden Sieg des Deutschen Volkes sein kann. Für ihn bedeutet der Sieg der Waffen erhöhten Einsatz und erhöhte Verpflichtung. Wer als Soldat vor den frischen Soldatengräbern der jüngsten Helden dieses Krieges gestanden hat, der weiß, dass diese Worte keine Phrase sind. Die Kameradschaft und Verpflichtung unter den Soldaten hört mit dem Tod nicht auf. Im Gegenteil, das Blut der Gefallenen hat diese Kameradschaft geheiligt und unlösbar gemacht. Vor den Gräbern ihrer toten Kameraden haben die Lebenden geschworen, nun erst recht für das zu leben, für was jene gefallen sind: für die Ewigkeit Großdeutschlands. Diese Ewigkeit Großdeutschlands ist aber nur gesichert, wenn dem Sieg der Waffen auch der Sieg des Kindes folgen wird.“ (Andreas Rührig in  Südostdeutsche Tageszeitung vom 5. April 1941)